# BK Opava
Le BK Opava est un club tchèque de basket-ball, évoluant en deuxième division du championnat tchèque. Le club est basé dans la ville de Opava.

## Palmarès
- Champion de République tchèque : 1997, 1998,  2002, 2003
- Vainqueur de la Coupe de République tchèque : 1997, 1998,  1999, 2001, 2003

## Entraîneurs successifs
- Depuis ? :  David Klapetek